# 锯鳐科

锯鳐属与其他四种锯鳐的牙齿的对比(锯鳐属为灰色)

锯鳐科（學名：Pristidae）是犁头鳐目的一科，鱼的吻部延长，成为一个扁平的吻突，两侧有齿状突起，非常像锯鲨目的鲨鱼，但不同的地方是锯鳐身体扁平，鳃孔腹位（在身体的下方），锯吻上没有肉质触须。
锯鳐有的品种相当大，身长可达5米，最大程度有到8米多，暗褐色，以海底甲壳类动物为生，平时将身体潜伏在泥沙中，主要栖息在浅海。分布在世界各地暖水海洋中。
過去曾分類為锯鳐目（pristiformes）的唯一一科，但目前锯鳐目已甚少使用，而分類為犁头鳐目其下。

## 分類
锯鳐科下分2個屬，如下：

### 鈍鋸鰩屬(Anoxypristis)
- 鈍鋸鰩 Anoxypristis cuspidata

### 鋸鰩屬(Pristis)
- 昆士蘭鋸鰩 Pristis clavata
- 小齒鋸鰩 Pristis microdon
- 櫛齒鋸鰩 Pristis pectinata
- 大齒鋸鰩 Pristis perotteti
- 鋸鰩 Pristis pristis
- 後鰭鋸鰩 Pristis zijsron